# André van Duren
 (octobre 2018).
André van Duren, né le 20 juin 1958 à Reek, est un réalisateur néerlandais.

## Filmographie
- 1991 : Een dubbeltje te weinig (nl)[2] (voir aussi : « dubbeltje »)
- 1992 : Richting Engeland[3]
- 2000 : Mariken[4]
- 2003 : Kees de jongen[5]
- 2011 : The Gang (De Bende van Oss)[6]
- 2016 : The Fury[7]
- 2022 : Faithfully Yours